# ميخائيل جي. كورنيليوس
ميخائيل جي. كورنيليوس (بالإنجليزية: Michael G. Cornelius)‏ هو كاتب أمريكي، ولد في 15 مايو 1974.